# بوفوليتو
بوفوليتو (بالفريولية: Paulêt) هي كومونا (بلدية) في مقاطعة أوديني في المنطقة الإيطالية فريولي فينيتسيا جوليا، وتقع على بعد حوالي 70 كيلومترا (43 ميل) شمال غرب تريست وحوالي 7 كيلومترات (4 ميل) شمال شرق أوديني، واعتبارا من 31 ديسمبر 2004، فقد بلغ عدد سكانها 5,500 نسمة ومساحتها تبلغ 39.0 كيلومتر مربع (15.1 ميل مربع).
وتحتوي بلدية بوفوليتو على فرازيوني (التقسيمات الفرعية ، وخاصة القرى والنجوع) سالت، وغريونز ديل توري، وبيلازويا، وبلفيدير، ومارشور دي سوتو، ومارشور دي سوبرا، وماغريديس، وسافورغنانو ديل توري، ورافوسا، وسياكو، وبريمولاكو.
وتقع بوفوليتو على حدود البلديات التالية: أتيميس، وفيديس، ونيميس، وريانا ديل روجالي، وريمانزاكو، وأوديني.

## روابط خارجية
- www.comune.povoletto.ud.it